# Aktia Bank
Aktia Bank är en finländsk kapitalförvaltare, bank och livförsäkrare. Aktia tillhandahåller sina kunder digitala tjänster i ett flertal kanaler och ger personlig service på sina verksamhetsställen i huvudstadsregionen samt i Åbo-, Tammerfors-, Vasa- och Uleåborgsregionerna. Huvudkontoret ligger i Helsingfors. Aktias aktier noteras på NASDAQ Helsinki Oy.
Aktias namn kommer från det grekiska ordet akti, som betyder kust. När namnet togs i bruk år 1991 var banken verksam på Finlands sydkust. Aktia och dess föregångare verkade länge som sparbanker, men i början av 2000-talet lämnade Aktia sparbanksgruppen, blev en affärsbank och börsnoterades 2009.

## Tidig historia
Aktia är den äldsta verksamma inlåningsbanken i Finland.  Banken grundades 1825 med namnet Helsingfors Stads Sparbanks Inrättning som den i ordningen andra sparbanken i Finland. Sparbanken grundades av sociala skäl. Arbetslösheten, fattigdomen och tiggeriet hade då ökat i Helsingfors och fattigvården hade visat sig passivera de mindre bemedlade. Banken hade för avsikt att erbjuda säkra insättningar och ränta på pengarna så att sparandet skulle uppmuntra till ”fliten, omtanken och arbetsamheten” och vara ”omöjligt att missbrukas af lättjan, håglösheten och det sjelfförvållade eländet”. Sparbanken skulle drivas utan egenintresse. Banken öppnade dörrarna den 8 april 1826. Den första kunden var fiskardottern jungfru Sophia Albertina Schelin som deponerade sexton skillingar på sparkonto nummer 1. Till en början höll banken öppet endast på lördagskvällar. Under 1800-talet utvidgades bankens verksamhet. År 1870 befarade man att medborgarnas ökade sparsamhet skulle kunna driva banken till ruinens brant. Banken kunde inte garantera ränta på de insatta medlen och därför avbröts räntebetalningen om insättningen översteg ett visst belopp. År 1875 hade banken 16 745 insättare.    

### Helsingfors Sparbank
År 1891 ändrades sparbankens firmanamn till Helsingfors Sparbank 
Kyrkslätt Sparbank fusionerades med banken 1956, Sparbanken Torkel 1979 och Esbo Sparbank 1980. Datateknik togs i bruk 1966, först som en tjänst från Sverige. Den första egna datorn, en UNIVAC 9200, skaffades 1968.

### Etablering av Aktia
År 1991 fusionerades Bromarv, Hangö, Ingå, Karis-Pojo, Sibbo, Sjundeå och Tenala sparbanker med Helsingfors Sparbank. Banken fick namnet till Sparbanken Aktia. Ett år senare gick Borgå och Vasa sparbanker upp i Aktia. År 1993 blev Aktia Finlands andra sparbanksaktiebolag. Bankens namn ändrades 1994 till Aktia Sparbank Ab. 
I början av 2000-talet lämnade Aktia sparbanksgruppen, blev affärsbank och börsnoterades 2009. 

## Verksamhet
Aktia tillhandahåller privatpersoner, företags- och organisationskunder samt institutioner banktjänster och finansiella tjänster. Därtill tillhandahåller Aktia kunder kapitalförvaltningstjänster och placeringsprodukter. Aktia tillhandahåller kunder även livförsäkringar, försäkringar i händelse av arbetsoförmåga och försäkringsskydd vid allvarlig sjukdom.

## Aktia som kapitalförvaltare
Aktia har ett fokusområde inom kapitalförvaltning och tillhandahåller institutioner och privatkunder kapitalförvaltningstjänster och placeringsprodukter i Finland och internationellt. Aktias kapitalförvaltning har fått pris bland annat i Morningstar Awards-jämförelsen och i Refinitiv Lipper Fund Awards-jämförelsen.

## Aktia i samhället
Aktia samverkar med myndigheter, branschorganisationer, vetenskapliga samfund, skolor och högskolor och stöder bland annat lokala kulturevenemang samt idrotts- och föreningsverksamhet. Aktia publicerar årligen en företagsansvarsrapport som redogör för vilka åtgärder Aktia tagit för att stöda en hållbar utveckling i samhället. Årsredovisning 2024 (på engelska) omfattar företagsansvarsrapporten.

## Hållbarhet
Aktia har haft egna principer för ansvarsfullt investerande sedan 2006 och undertecknat de av FN stödda principerna för ansvarsfullt investerande (Principles for Responsible Investment – PRI) och principerna för ansvarsfull bankverksamhet (Principles for Responsible Banking – PRB). Aktia är även medlem i Nordens största nätverk för företagsansvar FIBS (Finnish Business & Society) och i FINSIF (Finland’s Sustainable Investment Forum) en finsk organisation som främjar ansvarsfullt investerande. 

## Ägarna
I slutet av december 2024 uppgick totala antalet registrerade ägare till närmare 42 000 ägare.
Aktia ägs av finländska Aktia- och sparbanksstiftelser, institutioner och privatpersoner. Aktia- och sparbanksstiftelserna äger en betydande del av aktierna.